# Kausch

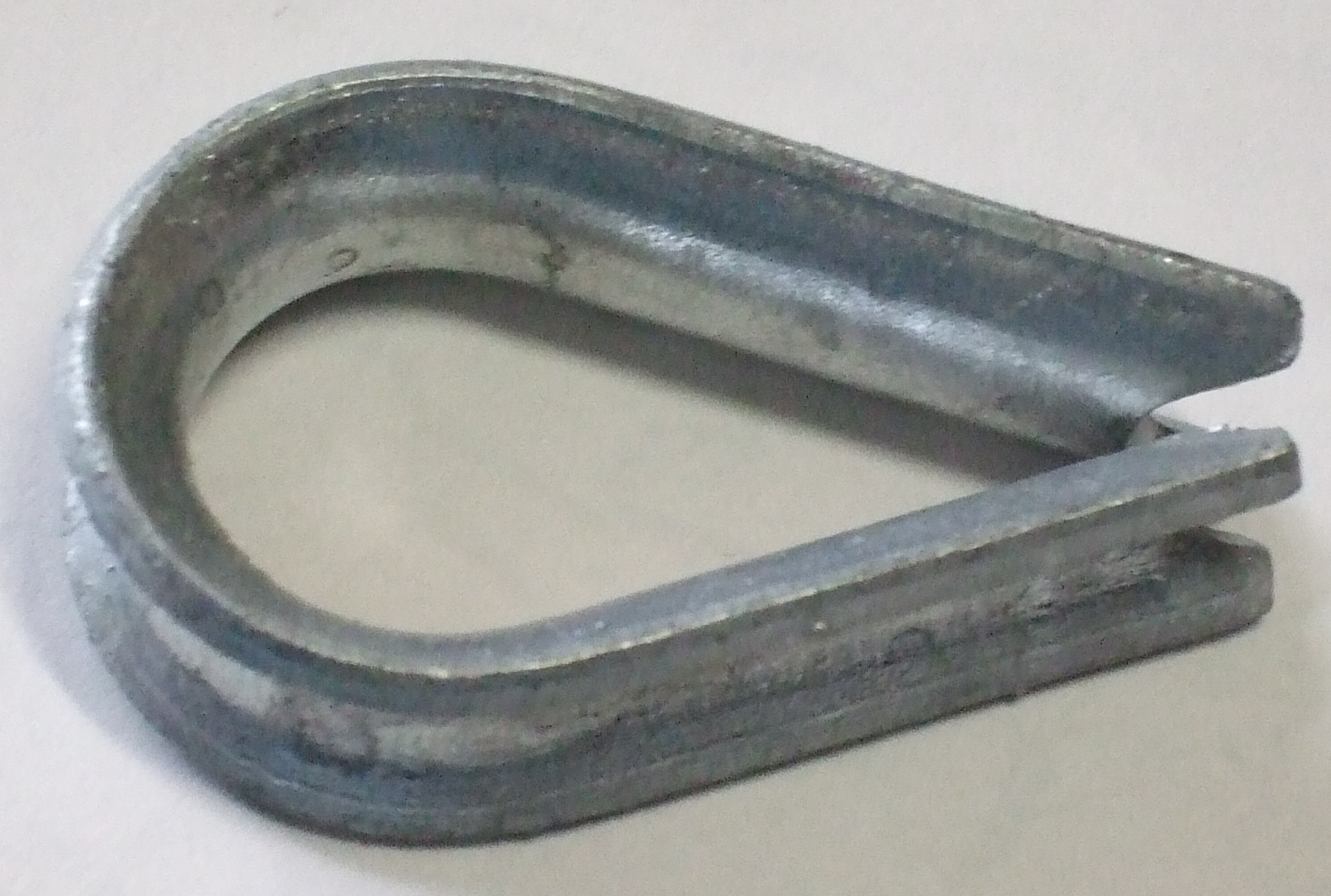
Eine Spitzkausch

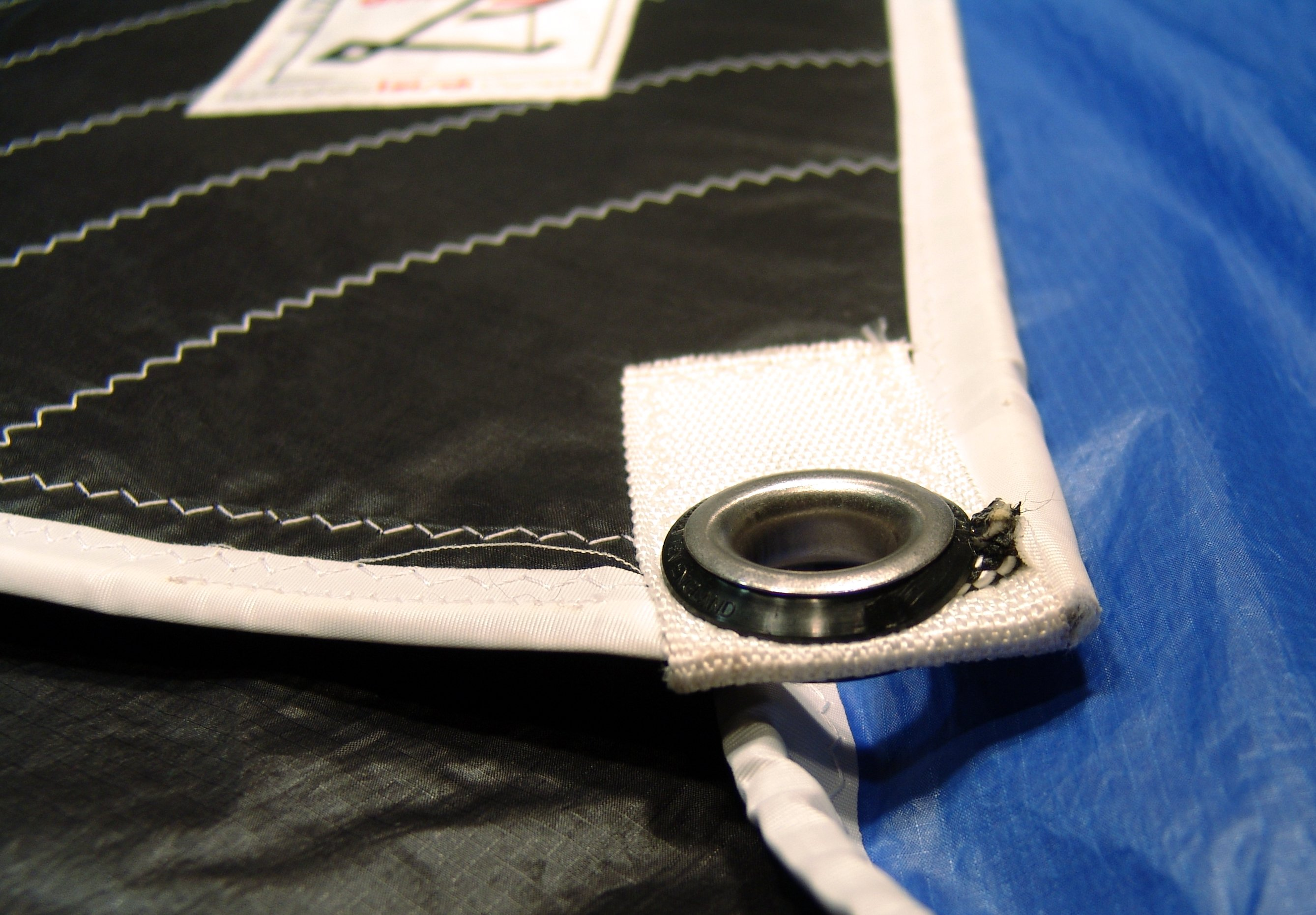
Ringkausch am Hals eines Gennakers

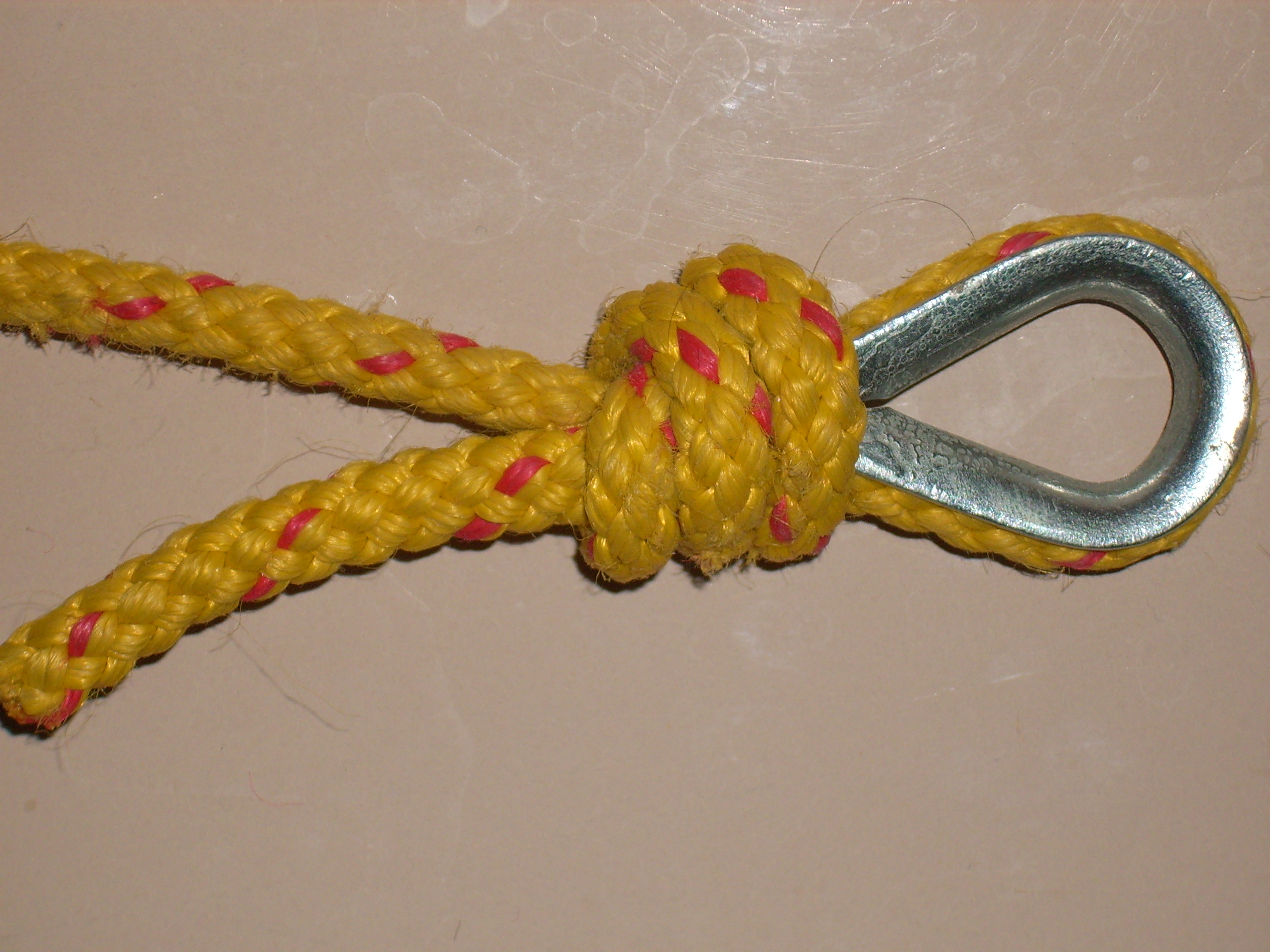
Spitzkausch in einem Zweistrang-Bändselknoten

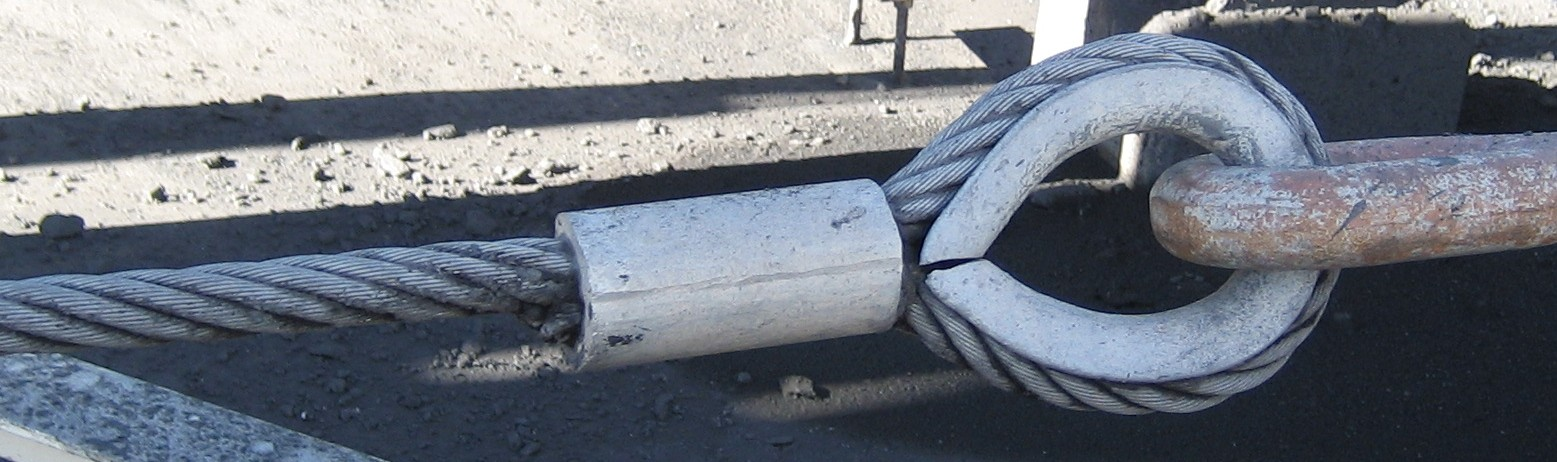
Drahtseilauge mit Kausch und Klemme

Eine Kausch oder Kausche (seemännisch; Plural: Kauschen) ist eine Verstärkung eines Drahtseil- oder Tauwerk-Auges oder eines in Tuch gestanzten Gatchens (Lochs).

## Werkstoffe
Kauschen werden aus Metall oder Kunststoff gefertigt. Auf Traditionsschiffen wird weiterhin auch Holz als Material eingesetzt, etwa in Form von Pockholzkauschen. 

## Verwendung
Die Kausch wird
- in Tauwerks-Augen eingespleißt
- bei Drahtseilen mit einer Seilklemme oder Quetschhülse in das Seilauge eingeklemmt
- in Tauwerk, Segeln und Planen eingepresst.

Sie sichert das Material vor Abnutzung durch Schamfilen und erleichtert das Anbringen von Schäkeln, Bolzen und Leinen. Bei Drahtseilen verhindert sie eine übermäßige Biegung des Seils und damit einen möglichen Seilbruch.

## Unterteilung
Nach der Form:
- kreisrunde Ringkauschen zur Verstärkung von Gatchen
- tropfenförmige Herzkauschen (auch Spitzkauschen) zur Verstärkung von Augen im Tauwerk.

Dem Verwendungszwecke nach ist auch von Reffkauschen die Rede; damit sind die (Ring-)Kauschen im Segel gemeint, durch welche die Smeerreeps verlaufen, um das Segel auf den Baum eines Segelbootes herunterzuziehen und damit die Segelfläche zu verkleinern.